# Flipkart
Flipkart是一家註冊于新加坡、總部位於印度班加羅爾的電子商務公司，成立於2007年。除去銷售圖書之外，它也生產自己的品牌“DigiFlip”筆記本電腦、USB等。

## 歷史
Flipkart由德里印度理工學院校友萨钦·班萨尔（Sachin Bansal）和賓尼·班薩爾（Binny Bansal）成立於2007年，主要做圖書銷售，而在此之前他們曾為Amazon.com打工，積攢了經驗。2007年10月正式成立時稱“Flipkart Online Services Pvt. Ltd.”。 經過兼併收購WeRead等競爭對手，成為印度最大的電子商務公司之一。
2017年8月5日完成与eBay印度业务（eBay.in）的合并。
2018年5月9日沃爾瑪為主導的財團以160億美元收購Flipkart約77％股權，其餘股份由Flipkart共同創辦人班薩爾、騰訊、微軟、老虎全球管理公司等股東持有。
2018年11月，沃爾瑪將Flipkart股權增加到81.3％

## 外部連結
- 官方网站